# Жерниця Вишня

Жерниця Вижня (пол. Zernica Wizna) — колишнє село на перетині етнічних українських територій Лемківщини і Бойківщини. Зараз територія знаходиться в гміні Балигород, Ліського повіту в Підкарпатському воєводстві. Розташоване в пасмі гір Західних Бескидів, недалеко від кордону зі Словаччиною та Україною.

## Історія
Село Жерниця вперше згадується в документі 1480 р., а в 1485 р. згадується Жерниця Вижня. Село існувало на волоському праві й належало роду Балів. У 1511 році уже була православна церква.

### Церква Св. Василя
Про стару дерев'яну церкву є згадка в 1756 р., але рік її будови не відомий. На її місці була збудована більша мурована в 1800 р. Освячена в тому ж році, 26 вересня на свято "Воздвиження Чесного Хреста". Церква парафіяльна Балигородського Деканату. Філіальні церкви парафії - в сс. Бережниця Вишня, Жерденка, Жерниця Нижня. В 1936 році добудована і оновлена. Після 1947 р. стояла спустошена. З 1953 р. використовувалась на господарчі потреби. В 80-х рр. ХХ ст. не використовувалась і почала руйнуватись. В 1994 р. проведена часткова реконструкція. Дзвіниця-брама також була мурована. Розібрана в 60-х рр. ХХ ст. На церковному цвинтарі збереглась тільки одна могила і кілька фрагментів інших.

### Демографія
В 1785 р. селу належало 15.87 кв км земельних угідь і проживало 349 греко-католиків, 50 римо-католиків і 6 юдеїв.
1840 — 520 греко-катол.,
1859 — 537 греко-катол.,
1879 — 581 греко-катол.,
1899 — 885 греко-катол.,
1926 — 1060 греко-катол.,
1936 — 1166 греко-катол., 245 римо-катол., 52 юдеї і 7 протестантів.
У 1939 році у Жерниці Вижній проживало 1170 мешканців, з них 1060 українців-грекокатоликів, 95 українців-римокатоликів і 15 євреїв..

### УПА
Літом 1944 року під час переходу з Перемишля до Устриків Горішніх, група Володимира Щигельського зустрілась тут з Мирославом Онишкевичем, на той час заступником командира Військової округи УПА "Буг", який під час особистої зустрічі закріпив за ним командування новосформованим відділом. Тоді ж Володимир Щигельський прибрав собі повстанський псевдонім — "Бурлака".
У селі до новоутвореного куреня (у складі 3 сотень по 70 осіб) приєдналася група (близько 100 осіб) під командою окружного провідника Служби Безпеки "Лугового". Разом із ним прийшов, знайомий Щигельському ще з часів Карпатської Січі та Перемиської поліційної школи, Василь Мізерний -"Рен".
Більшість українського населення села було насильно переселене до СРСР в 1946 р., а решту (299 осіб) — депортовано на понімецькі землі під час операції Вісла в 1947 р.